# Phyllachora lamprothea
Phyllachora lamprothea är en svampart som beskrevs av Petr. 1929. Phyllachora lamprothea ingår i släktet Phyllachora och familjen Phyllachoraceae.   Inga underarter finns listade i Catalogue of Life.